# 童庆禧
童庆禧（1935年10月21日—），中国遥感学家。出生于湖北武汉。1961年毕业于苏联敖德萨水文气象学院。1997年当选为中国科学院院士。中国科学院遥感应用研究所研究员。